# 宮城県道153号松山停車場線
宮城県道153号松山停車場線（みやぎけんどう153ごう まつやまていしゃじょうせん）は、宮城県大崎市のJR東北本線 松山町駅と宮城県道19号鹿島台高清水線とを結ぶ一般県道である。全線2車線。

## 路線概要
- 実延長：743.0 m
- 起点：松山町駅
- 終点：宮城県大崎市松山金谷

## 通過する自治体
- 宮城県
  - 大崎市

## 接続する道路
- 宮城県道19号鹿島台高清水線